# Ottomar Pech
Ottomar Pech (* 2. Januar 1914 in Weißenfels; † 13. Dezember 2000) war ein Offizier der Nationalen Volksarmee und der Staatssicherheit der Deutschen Demokratischen Republik. Zuletzt hatte er den Dienstgrad eines Generalleutnants inne.

## Leben
Nach seinem achtjährigen Schulbesuch erlernte Pech von 1928 bis 1931 den Beruf eines Strickers. Während seiner Lehrzeit war Pech Mitglied der Sozialistischen Arbeiter-Jugend sowie im Anschluss von 1931 bis 1933 als Erwerbsloser im Sozialistischen Jugend-Verband Deutschlands tätig. Von 1933 bis 1935 ging er wieder seinem Beruf als Stricker nach und leistete anschließend von 1935 bis 1937 seinen Wehrdienst in der Wehrmacht ab. Bis zum Kriegsbeginn 1939 arbeitete Pech erneut in seinem erlernten Handwerk, wurde dann jedoch zum Kriegsdienst in die Wehrmacht eingezogen. Als Feldwebel der Infanterie geriet er in sowjetische Kriegsgefangenschaft und besuchte eine Antifa-Schule.
Nach der Rückkehr in die Sowjetische Besatzungszone trat Pech der KPD und 1946 der SED bei. Im Juli 1945 erfolgte seine Einstellung bei der Polizei in Chemnitz. Bis 1948 war er als Kommandeur der Schutzpolizei im Polizeipräsidium Chemnitz tätig. Am 1. November 1948 holte ihn Paul Markgraf als neuen Kommandeur der Schutzpolizei ins Polizeipräsidium Berlin. Diese Funktion hatte er bis 1949 inne. Nach dem Besuch eines Sonderlehrganges in der Sowjetunion 1949/50 (u. a. auch mit Paul Markgraf) und seiner Rückkehr in die DDR, wurde Pech 1950 Mitarbeiter des Ministeriums für Staatssicherheit (MfS) und war dort 1951/52 Leiter der Abteilung VII (MdI/DVP) und 1952 der Abteilung VII/G (Abwehr Grenzpolizei). Am 12. Februar 1953 wurde er zum Generalmajor und am 1. März 1953 als Nachfolger von Oberst Heinz Gronau zum Leiter der Hauptabteilung I im MfS (ab Juli 1953 Staatssekretariat für Staatssicherheit) ernannt. Im April 1955 wurde er Kommandeur der neugeschaffenen Verwaltung Innere Truppen im Staatssekretariat für Staatssicherheit (SfS). Nach der Ausgliederung des SfS aus dem MdI und der erneuten Bildung eines eigenständigen MfS am 24. November 1955 verblieb die Verwaltung Innere Truppen beim MfS. Im August 1956 wurde Generalmajor Hermann Gartmann neuer Chef der Hauptverwaltung Innere Sicherheit (HVIS) und Pech sein Stabschef.
Nach Auflösung der HVIS im März 1957 wurde er zur Nationalen Volksarmee versetzt und stellvertretender Chef des Hauptstabes für allgemeine Fragen. 1960 besuchte er die Militärakademie Friedrich Engels in Dresden und übernahm am 1. Februar 1961 den Posten des Chefs der Verwaltung Kader im Ministerium für Nationale Verteidigung (Nachfolger von Ewald Munschke), den er bis zu seinem Ruhestandseintritt am 1. August 1979 ausübte. Bereits am 7. Oktober 1969 war er in dieser Funktion zum Generalleutnant befördert worden.
1995 wurde er im Prozess gegen führende NVA-Offiziere wegen Todesschüssen an der Berliner Mauer angeklagt.

## Auszeichnungen
- 30. Juni 1955 Vaterländischer Verdienstorden in Bronze, 1964 in Silber und 1974 in Gold
- 1970 Verdienstmedaille der Organe des Ministeriums des Innern in Gold[2]
- 1976 Ehrentitel Verdienter Angehöriger der Nationalen Volksarmee
- 1979 Karl-Marx-Orden
- 1988 Orden Stern der Völkerfreundschaft in Silber